# Temnoscheila galapagoensis
Temnoscheila galapagoensis is een keversoort uit de familie schorsknaagkevers (Trogossitidae). De wetenschappelijke naam van de soort werd in 1938 gepubliceerd door Mutchler.